# فانيل هول
فانيل هال (بالإنجليزية: Faneuil Hall)‏ هو سوق مركزي وملتقى منذ 1743 يقع قرب واجهة بوسطن البحرية. ألقى صامويل آدمز وآخرون خطبا دعما للاستقلال عن المملكة بريطانيا العظمى. هو الآن جزء من «سلسلة مواقع مدينة بوسطن التاريخية» وهو موقف مشهور في «مسار الحرية.» يشار إليه أحيانا بلقب «مهد الحرية».
في 2008، احتل فانيل هول المرتبة الرابعة في قائمة «مسافر فوربز» للمواقع الولايات المتحدة الخمس العشرين الأكثر زيارة. 

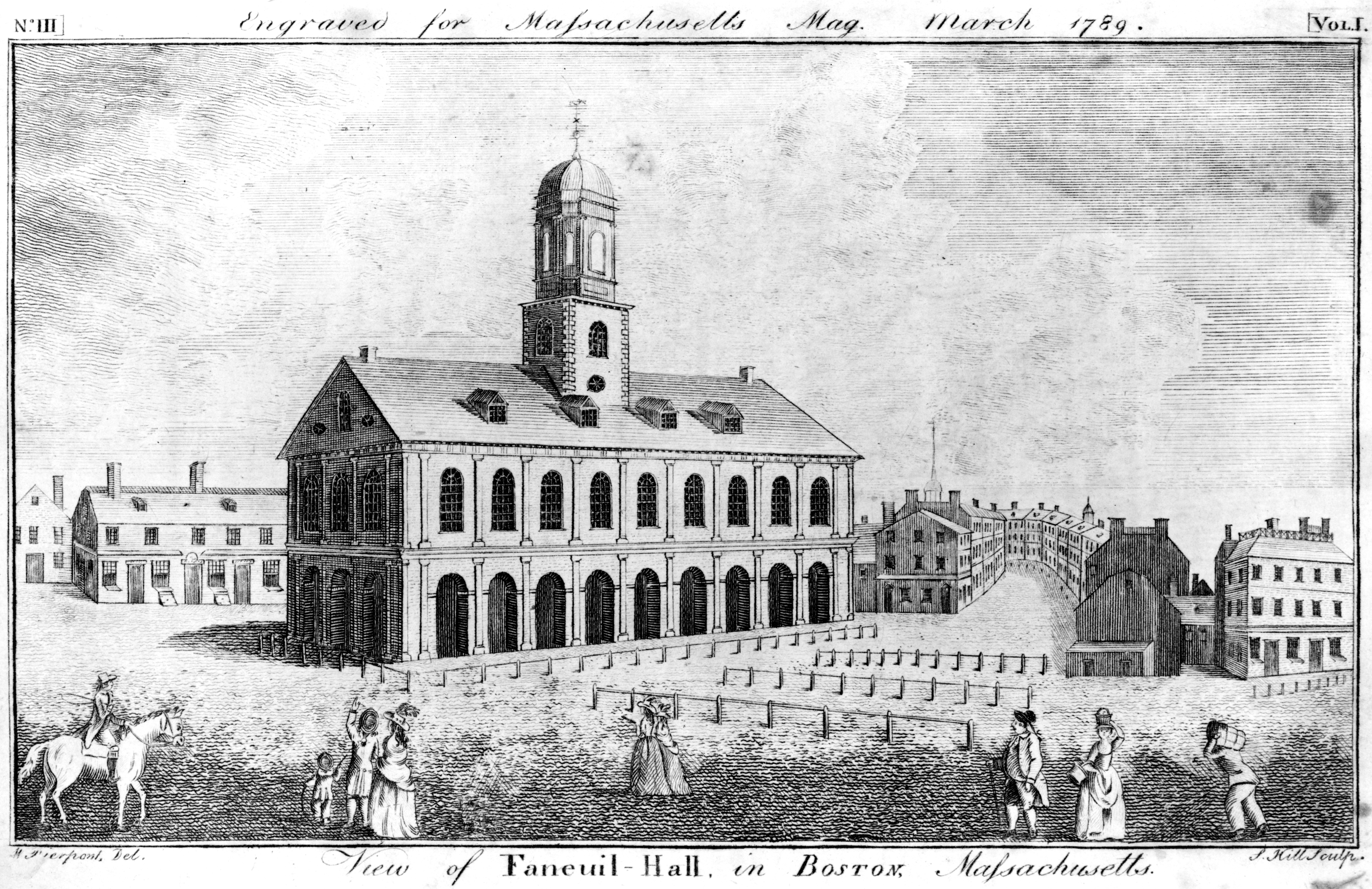
فانيل هول سنة 1789

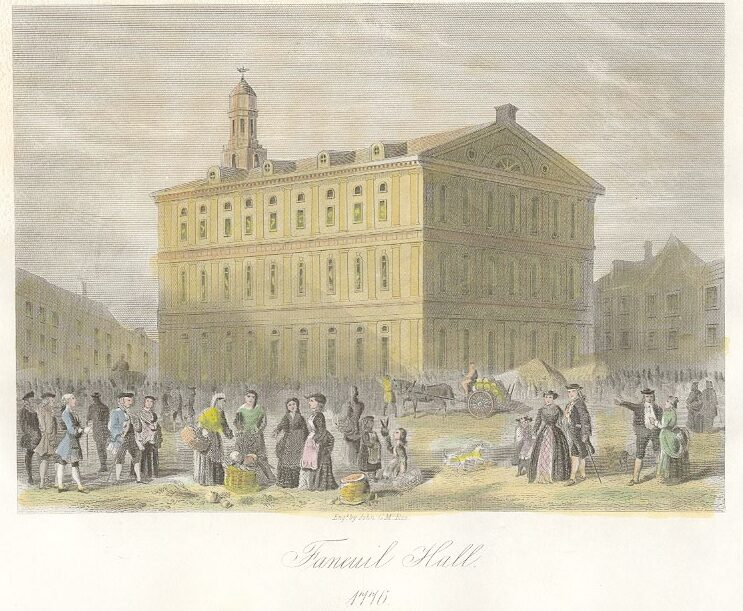
فانيل هول سنة 1830

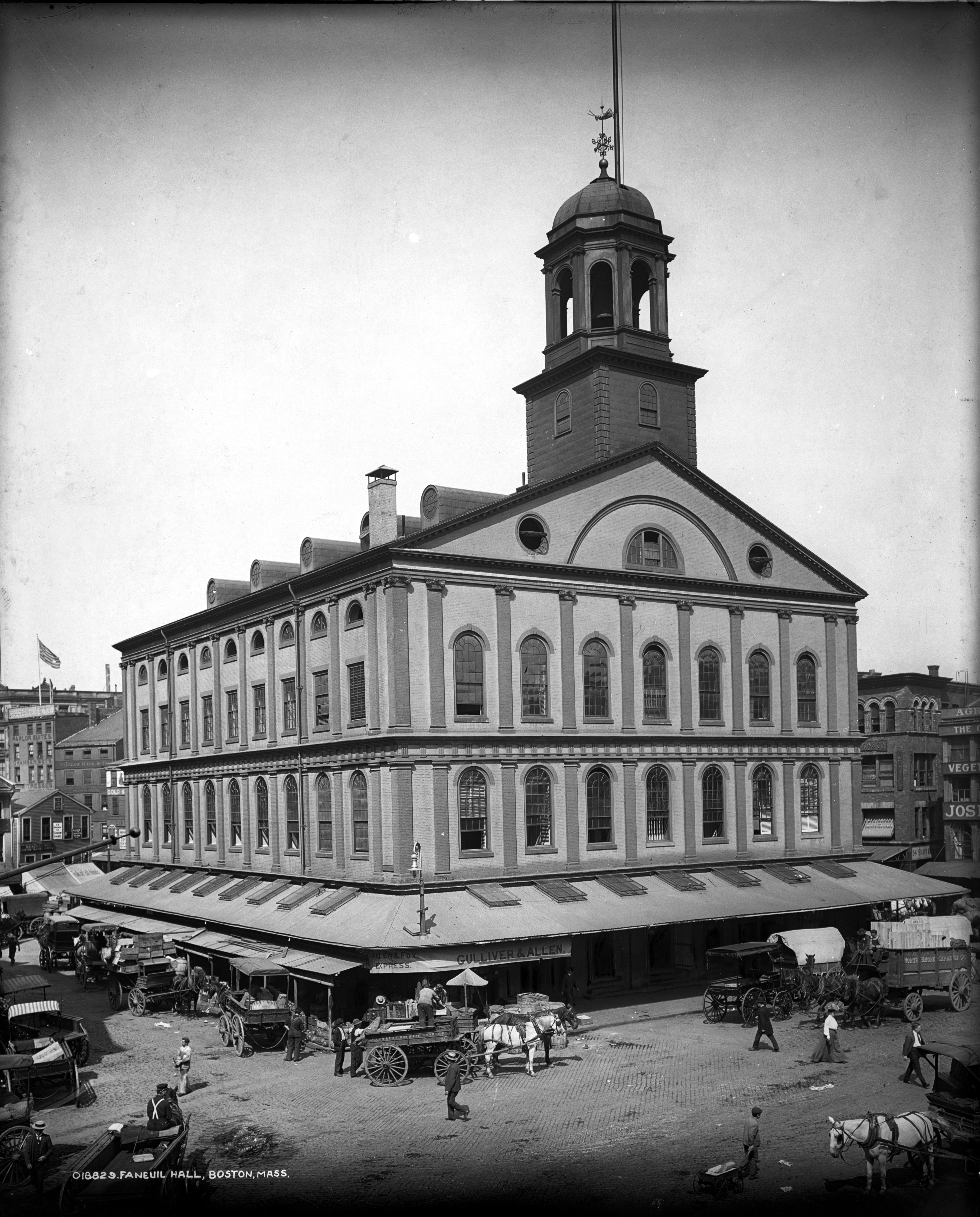
فانيل هول سنة 1903

1. ↑  
"National Register Information System". National Register of Historic Places. إدارة المتنزهات الوطنية. 23 يناير 2007.
2. ↑  Faneuil Hall Boston, the Cradle of Liberty نسخة محفوظة 25 مايو 2017 على موقع واي باك مشين.
3. ↑  Baedeker، Rob (5 مايو 2008). "America's 25 Most Visited Tourist Sites". Forbes Traveler. مؤرشف من الأصل في 2009-08-31. اطلع عليه بتاريخ 2008-05-14.